# Diocesi di Presidente Prudente
La diocesi di Presidente Prudente (in latino: Dioecesis Prudentipolitana) è una sede della Chiesa cattolica in Brasile suffraganea dell'arcidiocesi di Botucatu. Nel 2021 contava 510.700 battezzati su 540.414 abitanti. È retta dal vescovo Benedito Gonçalves dos Santos.

## Territorio
La diocesi comprende 27 comuni dello stato brasiliano di San Paolo: Presidente Prudente, Alfredo Marcondes, Álvares Machado, Anhumas, Caiabu, Caiuá, Emilianópolis, Estrela do Norte, Indiana, Marabá Paulista, Martinópolis, Mirante do Paranapanema, Narandiba, Piquerobi, Pirapozinho, Presidente Bernardes, Presidente Epitácio, Presidente Venceslau, Regente Feijó, Ribeirão dos Índios, Rosana, Sandovalina, Santo Anastácio, Santo Expedito, Taciba, Tarabai e Teodoro Sampaio.
Sede vescovile è la città di Presidente Prudente, dove si trova la cattedrale di San Sebastiano.
Il territorio si estende su una superficie di 15.513 km² ed è suddiviso in 55 parrocchie.

## Storia
La diocesi è stata eretta il 16 gennaio 1960 con la bolla Cum venerabilis di papa Giovanni XXIII, ricavandone il territorio dalla diocesi di Assis.
L'11 aprile 1983 in forza del decreto Concrediti gregis della Congregazione per i vescovi si è ampliata, estendendo la sua giurisdizione al comune di Martinópolis, compreso in precedenza nella diocesi di Assis.

## Cronotassi dei vescovi
Si omettono i periodi di sede vacante non superiori ai 2 anni o non storicamente accertati.
- José de Aquino Pereira † (26 marzo 1960 - 6 maggio 1968 nominato vescovo di Rio Preto)
- José Gonçalves da Costa, C.SS.R. † (24 novembre 1969 - 19 agosto 1975 nominato arcivescovo coadiutore di Niterói[1])
- Antônio Agostinho Marochi † (2 febbraio 1976 - 20 febbraio 2002 ritirato)
- José María Libório Camino Saracho † (20 febbraio 2002 - 16 aprile 2008 ritirato)
- Benedito Gonçalves dos Santos, dal 16 aprile 2008

## Statistiche
La diocesi nel 2021 su una popolazione di 540.414 persone contava 510.700 battezzati, corrispondenti al 94,5% del totale.
| anno | popolazione | popolazione | popolazione | presbiteri | presbiteri | presbiteri | presbiteri                | diaconi | religiosi | religiosi | parrocchie |
| anno | battezzati  | totale      | %           | numero     | secolari   | regolari   | battezzati per presbitero | diaconi | uomini    | donne     | parrocchie |
| ---- | ----------- | ----------- | ----------- | ---------- | ---------- | ---------- | ------------------------- | ------- | --------- | --------- | ---------- |
| 1961 | 330.000     | 350.000     | 94,3        | 13         | 2          | 11         | 25.384                    |         | 5         | 41        | 17         |
| 1968 | 250.000     | 300.000     | 83,3        | 37         | 30         | 7          | 6.756                     |         | 8         | 60        | 26         |
| 1976 | 318.732     | 367.987     | 86,6        | 31         | 16         | 15         | 10.281                    |         | 15        | 47        | 28         |
| 1980 | 391.000     | 446.000     | 87,7        | 32         | 21         | 11         | 12.218                    |         | 13        | 53        | 30         |
| 1990 | 356.000     | 397.000     | 89,7        | 27         | 20         | 7          | 13.185                    |         | 9         | 56        | 33         |
| 1999 | 410.000     | 463.000     | 88,6        | 42         | 31         | 11         | 9.761                     |         | 15        | 41        | 34         |
| 2000 | 416.000     | 470.000     | 88,5        | 44         | 33         | 11         | 9.454                     |         | 15        | 41        | 35         |
| 2001 | 470.000     | 511.445     | 91,9        | 45         | 34         | 11         | 10.444                    |         | 20        | 38        | 36         |
| 2002 | 469.000     | 510.000     | 92,0        | 46         | 35         | 11         | 10.195                    |         | 20        | 38        | 36         |
| 2003 | 470.000     | 511.445     | 91,9        | 50         | 41         | 9          | 9.400                     |         | 10        |           | 38         |
| 2004 | 470.000     | 511.445     | 91,9        | 49         | 39         | 10         | 9.591                     |         | 12        | 61        | 39         |
| 2013 | 529.000     | 568.000     | 93,1        | 64         | 52         | 12         | 8.265                     |         | 17        | 41        | 51         |
| 2016 | 542.400     | 582.700     | 93,1        | 67         | 55         | 12         | 8.095                     |         | 22        | 36        | 53         |
| 2019 | 555.415     | 587.730     | 94,5        | 70         | 58         | 12         | 7.934                     |         | 19        | 34        | 54         |
| 2021 | 510.700     | 540.414     | 94,5        | 74         | 62         | 12         | 6.901                     |         | 17        | 34        | 55         |